# ギヨーム1世 (ブルゴーニュ伯)
ギヨーム1世（Guillaume Ier, 1020年 - 1087年）は、ブルゴーニュ伯（在位：1057年 - 1087年）。ルノー1世の息子で、母はノルマンディー公リシャール2世の娘アデライード。
妻エティエンネット（両親不明・諸説有り）との間に多くの子供をもうけた。
- ルノー2世（1061年 - 1097年） - ブルゴーニュ伯
- エティエンヌ1世（1065年 - 1102年） - ブルゴーニュ伯
- レーモン（1070年頃 - 1107年） - ガリシア伯、カスティーリャ王アルフォンソ7世の父
- ギー（1065年頃 - 1124年） - ローマ教皇カリストゥス2世
- エルマントルド - バル伯ティエリ2世と結婚
- シビーユ（1060年 - 1103年） - ブルゴーニュ公ウード1世と結婚
- ジゼル（1075年頃 - 1133/5年） - サヴォイア伯ウンベルト2世と結婚、のちモンフェッラート侯ラニエリ1世と結婚
- クレマンス（1078年 - 1129年） - フランドル伯ロベール2世と結婚、のちブラバント公ゴドフロワ1世と結婚
- アデライード
- ウード
- ユーグ - ブザンソン大司教（1085年 - 1101年）
- エティエンネット - ペラン領主ランベール（アデマール・ド・モンテイユの弟）と結婚

他に、カスティーリャ王アルフォンソ6世の妃ベルト（? - 1097年）もギヨーム1世の娘であったと推測されている。